# Alex DeBrincat
Alexander DeBrincat, dit Alex DeBrincat, (né le 18 décembre 1997 à Farmington Hills dans l'État du Michigan aux États-Unis) est un joueur professionnel américain de hockey sur glace. Il évolue au poste d'ailier droit.

## Biographie

### Carrière junior
Jouant pour les Otters d'Érié dans la LHO à partir de la saison 2014-2015, il marque 104 points, dont 51 buts en 68 parties à sa première saison et reçoit à la fin de la saison le trophée de la famille Emms qui récompense la meilleure recrue de la ligue en plus d'être nommé recrue de l'année dans la Ligue canadienne de hockey.
Après une autre saison où il dépasse la barre des 50 buts et 100 points, il est repêché au deuxième tour par les Blackhawks de Chicago, 39e rang au total, lors du repêchage d'entrée dans la LNH 2016. À sa troisième saison, il compte 65 buts et 127 points et reçoit plusieurs honneurs, dont le trophée Red-Tilson remis au meilleur joueur de la ligue. De plus, il aide les Otters à remporter le championnat de la ligue, soit la Coupe J.-Ross-Robertson, après avoir vaincu les Steelheads de Mississauga en finale des séries éliminatoires.

### Carrière professionnelle
À la suite de ses performances chez les juniors et d'une bonne impression au camp d'entraînement des Blackhawks, il parvient à intégrer la formation de Chicago lors du début de la saison 2017-2018.
Le 3 octobre 2019, il signe un contrat de 3 ans et 19,2 millions de dollars avec les Blackhawks. Il marque son 100e but en carrière le 5 mars 2021.
Au début de la saison 2021-2022, il est nommé assistant-capitaine des Blackhawks.
Le 7 juillet 2022, il est échangé aux Sénateurs d'Ottawa en retour d'un choix de 1re ronde au repêchage d'entrée dans la LNH 2022, d'un choix de 2e ronde en 2022 et d'une sélection de 3e tour en 2024.
L'ailier droit de 5 pieds et 7 pouces est échangé aux Red Wings de Détroit en juillet 2023 contre l'espoir Donovan Sebrango, l'attaquant Dominik Kubalik ainsi que des choix de 1re et 4e ronde au repêchage de 2024. Avant l'échange, DeBrincat s'apprêtait à entamer sa dernière saison de son contrat de deux ans avec les Sénateurs. Après la transaction, il signe immédiatement un pacte de quatre saisons avec les Red Wings, lui valant un salaire annuel moyen de 7,875 millions $. Il se réjouit à l'idée de jouer pour l'équipe de son enfance et n'avait pas eu l'intention de s'engager à long terme avec les Sénateurs.

## Statistiques

### En club
| Saison     | Équipe                | Ligue      |     | Saison régulière | Saison régulière | Saison régulière | Saison régulière | Saison régulière |    | Séries éliminatoires | Séries éliminatoires | Séries éliminatoires | Séries éliminatoires | Séries éliminatoires |
| Saison     | Équipe                | Ligue      | PJ  | B                | A                | Pts              | Pun              | PJ               | B  | A                    | Pts                  | Pun                  |                      |                      |
| 2014-2015  | Otters d'Érié         | LHO        | 68  | 51               | 53               | 104              | 73               | 20               | 9  | 7                    | 16                   | 26                   |                      |                      |
| 2015-2016  | Otters d'Érié         | LHO        | 60  | 51               | 50               | 101              | 28               | 13               | 8  | 11                   | 19                   | 13                   |                      |                      |
| 2016-2017  | Otters d'Érié         | LHO        | 63  | 65               | 62               | 127              | 49               | 22               | 13 | 25                   | 38                   | 10                   |                      |                      |
| 2017-2018  | Blackhawks de Chicago | LNH        | 82  | 28               | 24               | 52               | 6                | -                | -  | -                    | -                    | -                    |                      |                      |
| 2018-2019  | Blackhawks de Chicago | LNH        | 82  | 41               | 35               | 76               | 15               | -                | -  | -                    | -                    | -                    |                      |                      |
| 2019-2020  | Blackhawks de Chicago | LNH        | 70  | 18               | 27               | 45               | 15               | 9                | 2  | 4                    | 6                    | 9                    |                      |                      |
| 2020-2021  | Blackhawks de Chicago | LNH        | 52  | 32               | 24               | 56               | 12               | -                | -  | -                    | -                    | -                    |                      |                      |
| 2021-2022  | Blackhawks de Chicago | LNH        | 82  | 41               | 37               | 78               | 19               | -                | -  | -                    | -                    | -                    |                      |                      |
| 2022-2023  | Sénateurs d'Ottawa    | LNH        | 82  | 27               | 39               | 66               | 45               | -                | -  | -                    | -                    | -                    |                      |                      |
| 2023-2024  | Red Wings de Détroit  | LNH        | 82  | 27               | 40               | 67               | 34               | -                | -  | -                    | -                    | -                    |                      |                      |
| Totaux LNH | Totaux LNH            | Totaux LNH | 532 | 214              | 226              | 440              | 146              | 9                | 2  | 4                    | 6                    | 9                    |                      |                      |

### En équipe nationale
| Année | Équipe         | Compétition                 |    | PJ | B | A | Pts | Pun                |  | Résultat |
| 2016  | États-Unis U20 | Championnat du monde junior | 5  | 1  | 0 | 1 | 25  | Médaille de bronze |  |          |
| 2018  | États-Unis     | Championnat du monde        | 10 | 1  | 8 | 9 | 0   | Médaille de bronze |  |          |
| 2019  | États-Unis     | Championnat du monde        | 8  | 7  | 2 | 9 | 4   | Septième           |  |          |

## Trophées et honneurs personnels

### Ligue de hockey de l'Ontario
- 2014-2015 :
  - nommé dans la première équipe des recrues
  - nommé dans la deuxième équipe d'étoiles
  - remporte le trophée de la famille Emms de la meilleure recrue de la LHO
  - recrue de la saison de la Ligue canadienne de hockey
- 2015-2016 : nommé dans la troisième équipe d'étoiles
- 2016-2017 :
  - champion de la Coupe J.-Ross-Robertson avec les Otters d'Érié
  - nommé dans l'équipe d'étoiles de la Coupe Memorial
  - nommé dans la première équipe d'étoiles
  - remporte le trophée Eddie-Powers du meilleur pointeur de la LHO
  - remporte le trophée Red-Tilson du meilleur joueur de la LHO
  - remporte le trophée Jim-Mahon de l'ailier droit ayant marqué le plus de buts dans la LHO

### Ligue nationale de hockey
- 2021-2022 : participe au 66e Match des étoiles
- 2023-2024 : participe au 68e Match des étoiles